# كأس إفريقيا للأندية البطلة 1981
كأس أفريقيا للأندية البطلة 1981 هي النسخة 17 من دوري أبطال أفريقيا .
توج شبيبة القبائل الجزائري بالكأس على حساب نادي فيتا كلوب .

## نصف النهائي
الاهلي اجبر عالانسحاب بعد اغتيال أنور السادات